# David Kenyon

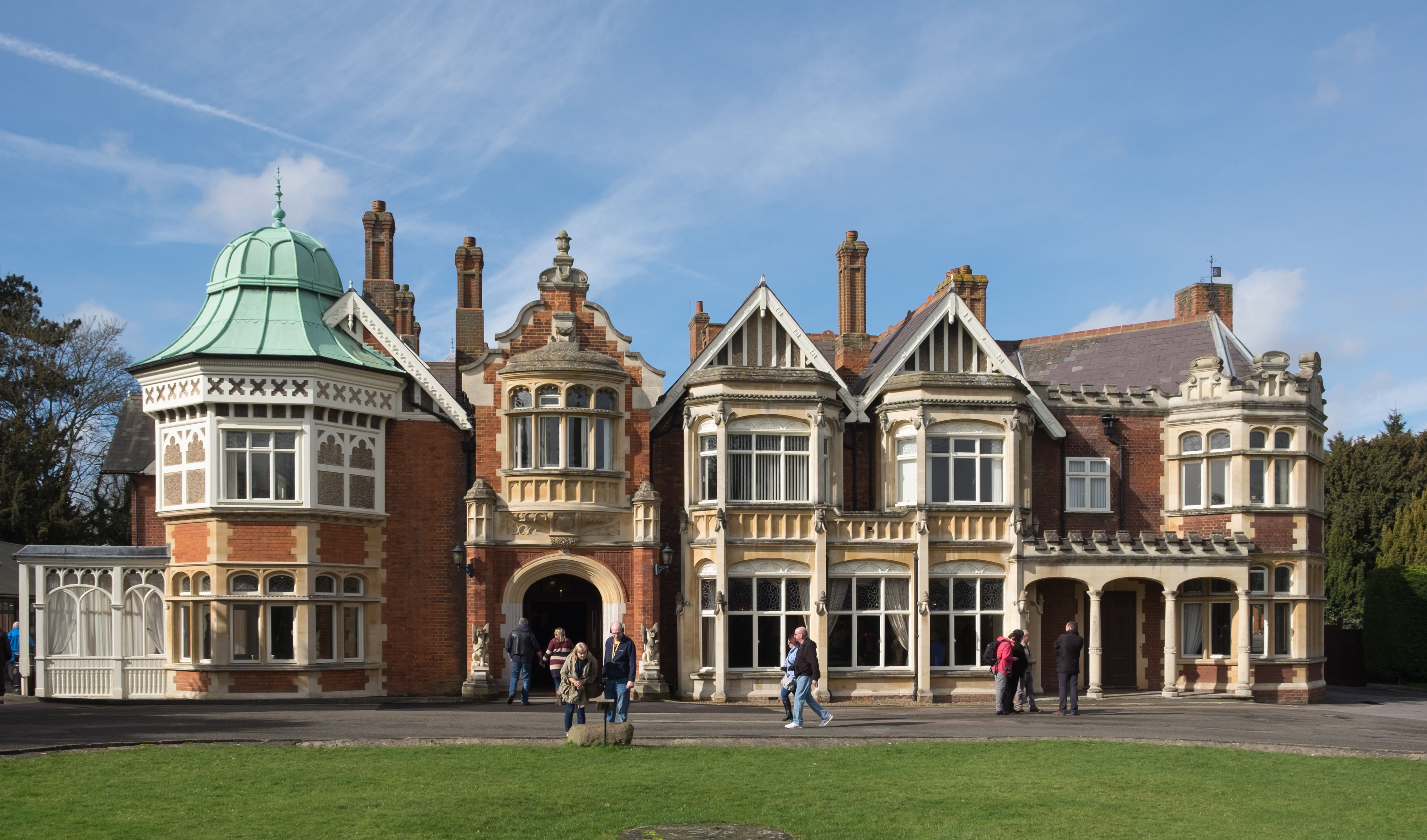
David Kenyon ist der Research Historian von Bletchley Park. Es war im Zweiten Weltkrieg die Zentrale der britischen Codebreaker und ist heute ein Museum (2017).

David Kenyon ist ein britischer Militärhistoriker und Neuzeitarchäologe. Er ist Mitarbeiter des Bletchley Park Trusts und befasst sich mit der Kriegsgeschichte des 19. und 20. Jahrhunderts, insbesondere mit dem Ersten Weltkrieg.

## Leben

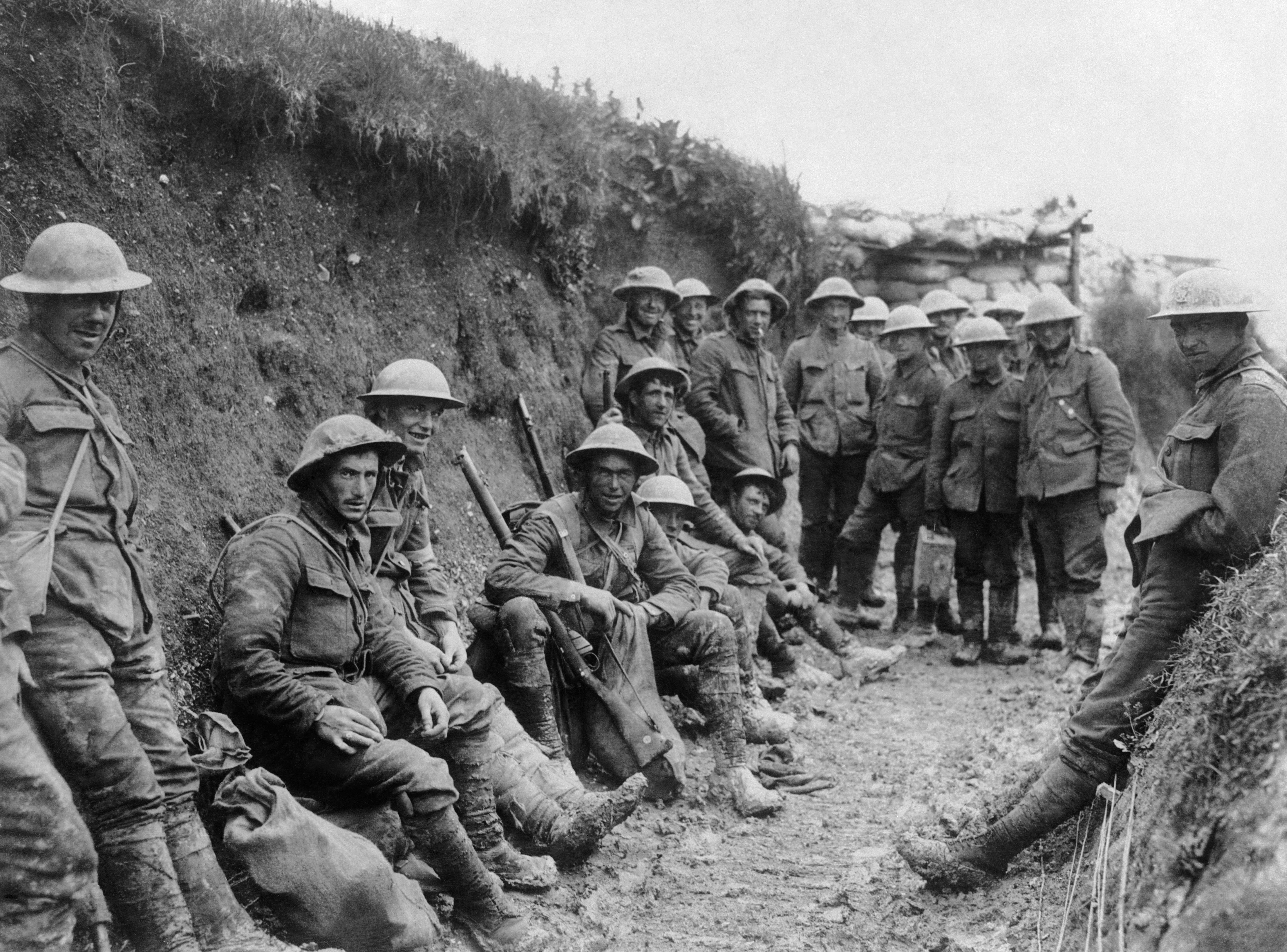
Britische Soldaten in einem Schützengraben an der Westfront im Ersten Weltkrieg (1916)

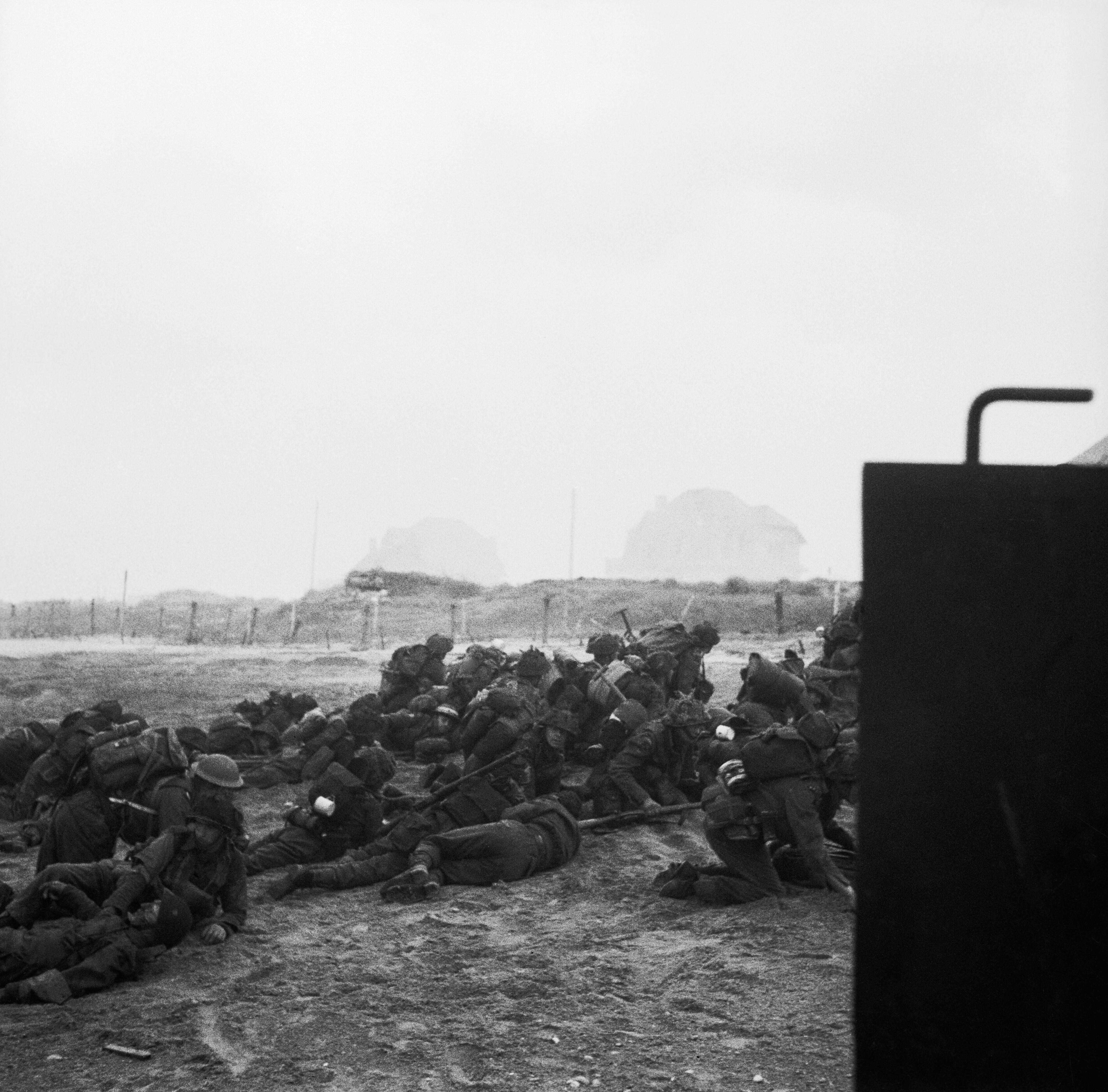
Britische Soldaten am Strand der Normandie im Zweiten Weltkrieg (1944)

David Kenyon ist promovierter Wissenschaftler. Bekannt ist er hauptsächlich wegen seiner Arbeiten und Präsentationen zur Geschichte des Ersten Weltkriegs, wobei er sich aktiv und in leitender Position an Grabungen auf den damaligen Schlachtfeldern speziell der Westfront (Bild) beteiligte.
Seit 2015 bekleidet er die Stelle des Research Historian (deutsch Forschungshistorikers) von Bletchley Park (B.P.), also der ehemaligen militärische Dienststelle (Bild ganz oben), die sich im Zweiten Weltkrieg erfolgreich mit der Entzifferung und Auswertung des verschlüsselten deutschen Nachrichtenverkehrs befasste und heute ein Museum ist. Im Jahr 2019 veröffentlichte er sein Buch Bletchley Park and D-Day, in dem er ausführlich die Leistungen der britischen Entzifferungsstelle für den Erfolg der Operation Overlord beschreibt, also der Landung der Alliierten in der Normandie am D-Day, dem 6. Juni 1944 (Bild).
Ferner ist Kenyon Associate Lecturer (deutsch Lehrbeauftragter) für Geschichte an der Brunel University in London sowie Honorary Research Fellow (deutsch ehrenamtlicher Forschungsgelehrter) für Geschichte an der University of Kent in Canterbury. Er war einer der militärischen Berater des  amerikanisch-britischen Kriegsfilms War Horse (deutscher Filmtitel: Gefährten), der 2011 unter der Regie von Steven Spielberg entstand.
David Kenyon ist Autor zahlreicher wissenschaftlicher Veröffentlichungen.

## Schriften (Auswahl)
- mit Andrew Robertshaw: Digging the Trenches. Pen & Sword Books 2008, ISBN 978-1-4738-2288-7.
- Horsemen in No Man’s Land – British Cavalry and Trench Warfare 1914–1918. Pen & Sword Military 2011, ISBN 978-1-84884-364-6.
- Bletchley Park and D-Day. Yale University Press, New Haven und London 2019, ISBN 978-0-300-24357-4.
- mit Frode Weierud: Enigma G –The Counter Enigma. Cryptologia 2020, Volume 44, Issue 5.